# ZeroBest
ZeroBest è un doppio album raccolta di Renato Zero, pubblicato nel 2009 autonomamente dalla vecchia casa discografica dell'artista: la Sony.

## Tracce
Disco 1:
1. Uomo, no
2. La favola mia
3. Io uguale io
4. No! mamma, no!
5. Make-up, make-up, make-up
6. Qualcuno mi renda l'anima
7. Depresso
8. Madame
9. Una sedia a rotelle
10. Un uomo da bruciare
11. Sesso o esse
12. Tragico samba
13. Morire qui
14. Periferia
15. Triangolo

Disco 2:
1. Manichini
2. Mi vendo
3. La tua idea
4. Scegli adesso oppure mai
5. Hanno arrestato Paperino
6. Il cielo
7. La trappola
8. Vivo
9. La rete d'oro
10. Chi sei
11. Nascondimi
12. Arrendermi mai
13. Sogni di latta
14. Fermati
15. Il carrozzone

## Classifiche

### Classifiche settimanali
| Classifica (2009) | Posizione massima |
| ----------------- | ----------------- |
| Italia            | 78                |